# سنت دومینیک کورنوال

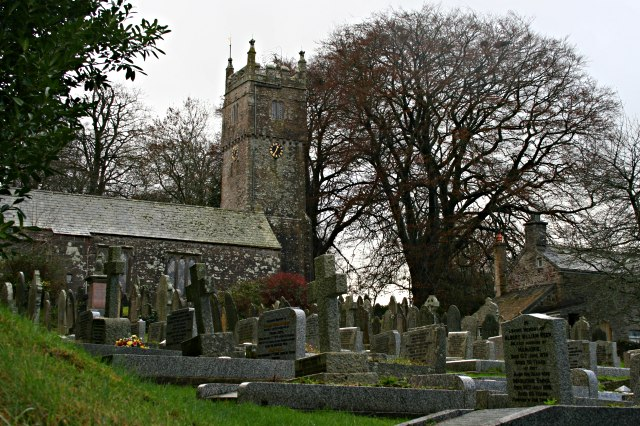
کلیسای مقدس سنت دومینیک

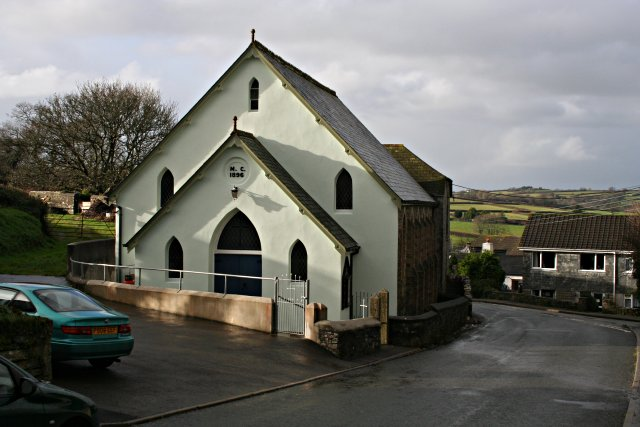
کلیسای متدیست سنت دومینیک

سنت دومینیک کورنوال (کرنوالی: Sen Domynek) یک محله مدنی و روستا در کورنوال، انگلستان، پادشاهی متحده است. این روستا در ۲٫۵ مایلی (۴٫۰ کیلومتر) شرق کالینگتون و پنج مایلی (۸ کیلومتری) شمال سالتاش واقع شده‌است.
سنت دومینیک تلفظ قدیمی است، اما به تدریج تغییر کرد و حرف k افتاد.
هنوز با k بر روی نقشه‌های تحقیقاتی تلفظ می‌شود، اما شورای کورنوال نام این محله را بدون k تلفظ می‌کند.